# Luziânia
Luziânia város Brazíliában, Goiás államban. Lakosainak száma 209 129 fő (2022). Luziânia Alexânia, Cidade Ocidental, Cristalina, Ipameri, Novo Gama, Orizona, Santo Antônio do Descoberto, Silvânia és Valparaíso de Goiás községekkel határos.

## Népesség
A település népességének változása:
| Lakosok száma | 141 082 | 174 531 | 214 645 | 209 129 |
|               | 2000    | 2010    | 2021    | 2022    |